# L'edera (romanzo)
L'edera è un romanzo di Grazia Deledda. Fu pubblicato per la prima volta in lingua tedesca e francese nel 1907 e uscì, in lingua italiana, a puntate sulla Nuova Antologia nel gennaio-febbraio del 1908 e pubblicato in volume nello stesso anno. Venne tradotto in diverse lingue e nel 1950 ne fu tratto un film per la regia di Augusto Genina, dal titolo omonimo (Vitaliano Brancati collaborò alla sceneggiatura). Si tratta di un'opera di carattere drammatico.

## Soggetto ed ambientazione
La vicenda del romanzo si svolge in un paese della Sardegna all'inizio del XX secolo. Lo sfondo della narrazione è il decadimento tanto della nobiltà sarda quanto quello economico del posto. In primo piano viene descritta la drammatica situazione economica di una famiglia aristocratica di campagna, i Decherchi. In origine ricca, la famiglia possiede ancora alcuni poderi, ma ha parecchi debiti. La famiglia è inoltre costretta a tenere in casa ziu Zua, un lontano parente ricco, vecchio e malato. Ziu Zua si lamenta in continuazione di tutti membri della famiglia: le sue proteste prendono di mira soprattutto Annesa, la giovane protagonista del romanzo. È principalmente lei a prendersi cura del malato, che poco a poco diventa insopportabile. Ormai, in famiglia tutti sperano nella morte del vecchio. Nel corso del romanzo si delineano anche i contorni dell'amore tra Annesa e Paulu, uno dei componenti della famiglia Decherchi. Le loro vicende si intrecciano sullo sfondo di una situazione familiare assai complessa.

## Descrizione dei personaggi
- Annesa: generosa e ancora abbastanza giovane, non è per nascita un membro della famiglia. I Decherchi l'hanno adottata: per Annesa, in casa il bene degli altri viene prima del proprio, forse perché considera i componenti della famiglia Decherchi come i suoi benefattori. Nonostante tutto, ella non è contenta del suo destino e della sua “fortuna”. Si ritrova infatti in una famiglia piena di drammi esistenziali.

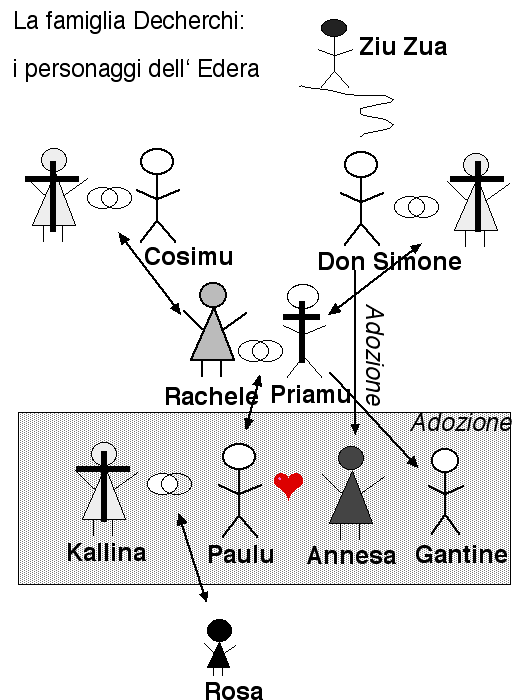
L'Edera: i rapporti tra i personaggi

- Ziu Cosimu e Don Simone: è ciò che rimane della vecchia generazione. Entrambi rimasti vedovi, sono consuoceri: infatti Cosimu è il padre di Rachele, la quale ha sposato Priamu, figlio di Don Simone Decherchi. Annesa è stata peraltro adottata per iniziativa di Don Simone.
- Rachele: generosa come Annesa, aiuta la famiglia ed i mendicanti del paese. Rimasta vedova di Priamu, nutre un amore sconfinato nei confronti di Paulu, suo figlio. La propensione di Rachele ad aiutare i poveri del villaggio, soprattutto in occasione delle feste, resta viva anche dopo che la famiglia ha perso le sue ricchezze; una tale abitudine è mal vista dai giovani, Annesa e Paulu.
- Paulu: Divenuto in pratica il capofamiglia, Paulu viene descritto più o meno come un inetto (anche se di animo gentile). Ama vivere la propria vita e condurre un'esistenza mondana. Non crede in Dio, ma è ricco di sensi di colpa per avere provocato la crisi della famiglia perdendo grandi somme in una vita di sperperi, anche se i suoi debiti non hanno fatto che aggiungersi a quelli delle due generazioni precedenti. Dato che la famiglia si è rivolta agli usurai, gli interessi a carico dei Decherchi hanno raggiunto somme esorbitanti. Le sue speranze di trovare dei nuovi aiuti finanziari sono legate alle fortune del suo fascino maschile (che ha tanto influsso anche su Annesa, ma anche sulle vedove più ricche della zona). Paulu nutre in sé una certa potenzialità distruttiva. La gente del paese sente che se la famiglia ha problemi, la colpa “deve” essere di Paulu. È vedovo di donna Kallina, che gli lascia una figlia in tenera età, Rosa.
- Rosa: Figlia di Donna Kallina e Paulu Decherchi. Rappresenta ironicamente il futuro della famiglia, non necessariamente roseo: la bambina è infatti di salute malferma. Come in diversi altri personaggi del romanzo, le sue caratteristiche fisiche vengono caricaturizzate.
- Gantine: Probabilmente figlio illegittimo del padre di Paulu, è quasi come un fratello per Annesa e Paulu. Adesso lavora al servizio della famiglia. Una specie di adozione da parte di Priamu e Rachele ha infatti “regolarizzato” la posizione di Gantine nella famiglia, anche se il fratellastro Paulu resta scettico nei suoi confronti e lo considera come un servo. È inoltre importante il fatto che in passato si era pianificato un matrimonio tra Gantine ed Annesa, anche se il progetto non andò in porto a causa della mancanza di denaro. Tuttora, Annesa e Gantine sono attratti l'uno verso l'altra, nonostante la relazione di Annesa con Paulu.
- Zua Decherchi (ziu Zua): lontano parente che vive presso la famiglia di Annesa; vecchio asmatico che ha combattuto nell'esercito piemontese, e si vanta di un passato di lavoro. Soffre in continuazione, si vede circondato da creature a lui nemiche e custodisce gelosamente le sue medaglie, come anche le cartelle di titoli di credito che tiene nascoste sotto il cuscino. Si dice che per rovinare la famiglia abbia fatto testamento in favore della piccola Rosa. Le sofferenze corporali lo fanno diventare ancora più difficile di carattere; curare il vecchio è un'impresa semplicemente disperata. Inoltre, il prete del paese lo accusa di avarizia.
- Prete Virdis: Si tratta del parroco del paese, che cerca di risollevare le sorti della famiglia, anche se condanna duramente Annesa e Paulu, che hanno una relazione pur non essendo sposati.

## Riassunto dei singoli capitoli
| Capitolo | Contenuto |
| -------- | --- |
| I        | Il capitolo introduttivo presenta la casa dei Decherchi, ridotta in cattivo stato. Alle condizioni della loro abitazione corrisponde, chiaramente, la drammatica situazione umana della famiglia, vicina al collasso finanziario e tormentata dai problemi. Nonostante tutto, la famiglia tiene assolutamente al suo ruolo di benefattrice del paese, invitando numerosi ospiti alla festa del patrono del paese. |
| II       | A causa dei debiti, probabilmente i beni della famiglia devono essere messi all'asta. Annesa comincia a desiderare la morte del vecchio, Paulu parla addirittura di suicidio. I discorsi degli abitanti del paese illustrano indirettamente una parte della storia di famiglia e dei rapporti di parentela tra i diversi componenti della famiglia. |
| III      | Si descrivono le nuove speranze per la famiglia: il prete del paese, Virdis, cerca di parlare con ziu Zua e convincerlo ad aiutare la famiglia, accusandolo di avarizia. Nel frattempo, Paulu pensa di farsi sostenere da una donna anziana e ricca per evitare che i beni della famiglia vengano messi all'asta. |
| IV       | Diminuiscono gradualmente le speranze di Paulu, recatosi in un altro paese in cerca di denaro. Il suo piano di trovare prestiti sembra andare male, sicché Paulu fa arrivare ad Annesa un biglietto in cui le spiega di non aver più nessuna possibilità di uscire dai guai. Malgrado tutto, continua a pensare agli usurai oppure alla possibilità di chiedere aiuto ad altre donne. |
| V        | Annesa è disperata a causa delle cattive notizie ricevute da Paulu e teme oramai il peggio. In questa situazione difficile, ha luogo una violenta scena tra l'asmatico Zua e la giovane donna. Provocata, Annesa mette le mani al collo del vecchio come per strangolarlo, ma egli si difende con tutte le forze. Dopo che il vecchio è riuscito a liberarsi, Annesa è terrorizzata dall'idea di poter essere denunciata da ziu Zua. Un po' sulla spinta del panico e un po' pensando al futuro della famiglia, ella finisce per uccidere il vecchio, soffocandolo con un cuscino.                                                                                           |
| VI       | Paulu fa ritorno alla dimora dei Decherchi pochi istanti prima dell'uccisione del vecchio. Dato che non entra subito in casa, al momento in cui vede Annesa, Zua è già morto senza che Paulu sia potuto intervenire. Per ironia del destino, si viene a sapere che Paulu è riuscito all'ultimo momento a trovare il denaro, sicché un'eredità del vecchio non risulterebbe veramente necessaria per aiutare la famiglia. La morte del vecchio non porta alcuna salvezza e risulta inutile. Una domanda di matrimonio che Paulu fa alla sfortunata risulta grottesca e tardiva.                                                                                               |
| VII      | Paulu è ricercato dai carabinieri per la morte del vecchio, mentre Annesa, in preda ai sensi di colpa, fugge dal paese e ripara nelle grotte grazie all'aiuto di ziu Castigu, un vecchio pastore che alleva le pecore appartenenti ai Decherchi. Gli altri componenti della famiglia, eccezion fatta per Paulu, vengono arrestati con l'accusa di avere in qualche modo provocato la morte del vecchio. In particolare, si racconta in paese che ziu Zua sia stato ucciso a bastonate da Paulu. |
| VIII     | Paulu si è costituito ed è convinto dell'innocenza di Annesa. Messa alle strette dal prete Virdis che le muove accuse in parte ingiustificate, Annesa ammette il delitto, spiegando di avere agito per la famiglia, in particolare per amore di Paulu. Il prete continua ad essere benevolente verso la famiglia: ha infatti trovato un avvocato per districare la situazione familiare. Questo comunica, alla fine del capitolo, che tutta la famiglia è stata rilasciata: i medici legali hanno infatti dichiarato che Ziu Zua è morto per asfissia dovuta a una delle ricorrenti crisi d'asma. Nonostante ciò la gente del paese continuerà a pensare male dei Decherchi. |
| IX       | Annesa resta ancora nascosta; pare che voglia autopunirsi. Durante una visita di Gantine alla ragazza si rivela nella sua profondità l'amore del giovane nei confronti di Annesa. Egli cerca, senza successo, di allontanarla da Paulu. |
| X        | Presa dai rimorsi, Annesa ormai si considera un'assassina e non è più pronta a ricominciare una vita con Paulu. Egli insiste, ma lei per amore di lui non accetta, in modo tale che alla fine Paulu si lascerà convincere senza grosse difficoltà ad abbandonare il progetto del matrimonio (il che mette in luce quanto limitato sia, in fondo, il suo amore per lei). |
| XI       | Annesa si isola completamente dalla famiglia andando a fare la serva a Nuoro. Questa condizione durerà per molti anni. Verso la fine del romanzo, si assiste al ritorno di Annesa in paese. Rachele l'ha infatti pregata di rientrare perché sente di non avere più le forze per mandare avanti la famiglia. Don Simone e ziu Cosimu sono morti; Rosa, di salute malferma, è notevolmente invecchiata ed è divenuta assai ostile nei confronti di Annesa. Paulu e Annesa arrivano a sposarsi, ormai anziani; si tratta dunque di un "lieto fine" dal sapore amaro. |

## Lettura
La famiglia, durante i decenni, è stata ripetutamente scossa non solo da collassi finanziari, ma anche da casi di morte prematura e da tensioni interne. La donna nella società di Deledda è spesso l'elemento positivo che cerca di compensare le forze distruttive insite nella società, non di rado per opera del sesso maschile. Paulu ed i suoi antenati hanno sperperato molto, sicché Annesa pensa soprattutto a porre riparo ai danni. Lo stesso atteggiamento si riscontra in Rachele ed in altri personaggi femminili della storia. Sembra comunque che le vicende del romanzo siano attaccate ad un filo: il controllo sull'esito della storia pare essere più dalla parte del destino che non dagli sforzi intrapresi da Annesa o da altri personaggi (come il prete Virdis).
Annesa viene simboleggiata dall'edera. La metafora di questa pianta compare diverse volte nel libro, talvolta prende la forma di similitudine: la pianta, Annesa, si appoggia all'albero che sta per Paulu, ricoprendolo della sua pietà e del suo amore. L'edera  infatti cresce appoggiandosi a sostegni esterni. Annesa ricerca il senso della sua esistenza in funzione degli altri, in particolare di Paulu. Altre volte, l'edera compare come una pianta che con i suoi rami copre in buona parte l'albero o il muro cui si appoggia e la sua presenza può essere percepita come invasiva o addirittura soffocante.
I sacrifici di Annesa sono dettati dall'altruismo di questo personaggio, che pone in primo piano assoluto il suo amore per Paulu e per la famiglia Decherchi (li chiama infatti i suoi benefattori). Questo vivere in funzione delle persone amate è un altruismo portato alle estreme conseguenze e costituisce al contempo un punto di forza e di debolezza. Nella sua edizione critica del 2010 Dino Manca scrive: «Annesa... sposerà il suo uomo solo in vecchiaia, di fatto pagando il prezzo della colpa fino alla fine dei suoi giorni. Il matrimonio è, infatti, la vera punizione, l'unione indissolubile cementata dal delitto. ».

## Inquadramento storico-letterario del romanzo
Deledda era una scrittrice eclettica che si appoggiava a diverse fonti letterarie.  Le sue opere sono collocate temporalmente accanto a quelle di Giovanni Verga, discostandosi in maniera significativa dal verismo dello scrittore siciliano.
Se Verga, sul modello della scuola naturalista francese che, si proponeva di descrivere la realtà psicologica e sociale, come applicazione diretta del pensiero positivista, al contrario la Deledda si allontana dall’idea d’impersonalità verista, evidenziando l’intrinseca fragilità dell’essere umano
- L'opinione e le dicerie della gente del paese costituiscono in diverse fasi del romanzo a condizionare gli sviluppi delle vicende: si tratta di una società come si incontra spesso nella letteratura verista: complessa, attenta alle apparenze e pronta a sanzionare.
- Ricorda da vicino il verismo anche l'esposizione dell'antefatto delle pagine, fatta in maniera piuttosto diretta e senza tanti cerimoniali introduttivi. Sin dalle prime pagine, la vicenda viene esposta nel vivo della sua attualità, senza che vengano specificati i rapporti familiari tra i personaggi.
- Un altro elemento di realismo si nota inoltre nell'uso del sardo, veicolo principale dei timori, sentimenti e superstizioni delle persone, ma anche di saggezza popolare.
- Infine, anche il motivo dei beni materiali (nel romanzo i problemi finanziari dei Decherchi) è un tema assai caro ai veristi.

Tuttavia, la spiccata tendenza di Deledda a descrivere eventi fatali testimonia l'influsso di altre correnti letterarie, soprattutto di stampo estero come la letteratura del tardo romanticismo e del realismo francese o della narrativa contemporanea russa (potere quasi insuperabile del destino, dubbi esistenziali ed introspezione). Il simbolismo, che spesso ricorre nella descrizione dei suggestivi paesaggi scolpiti dal vento e da eventi meteorologici anche violenti si stacca dalla produzione verista, alludendo a paesaggi interiori o a sviluppi in corso.